# Барбье, Рене
Рене Барбье (фр. René Barbier, 4 марта 1891 — 9 марта 1966) — французский фехтовальщик, призёр Олимпийских игр.

## Биография
Родился в 1891 году в Лионе. В 1928 году принял участие в Олимпийских играх в Амстердаме, где стал обладателем серебряной медали в командном первенстве в фехтовании на шпагах.